# Лежневская Роща
Лежневская Роща — посёлок в Лежневском районе Ивановской области России, входит в состав Лежневского сельского поселения.

## История
В 1981 году указом Президиума Верховного Совета РСФСР Посёлок гортопа переименован в Лежневскую Рощу.

## Население
| 2010 |
| ---- |
| 9    |